# 러시아-폴란드 전쟁 (1654년-1667년)

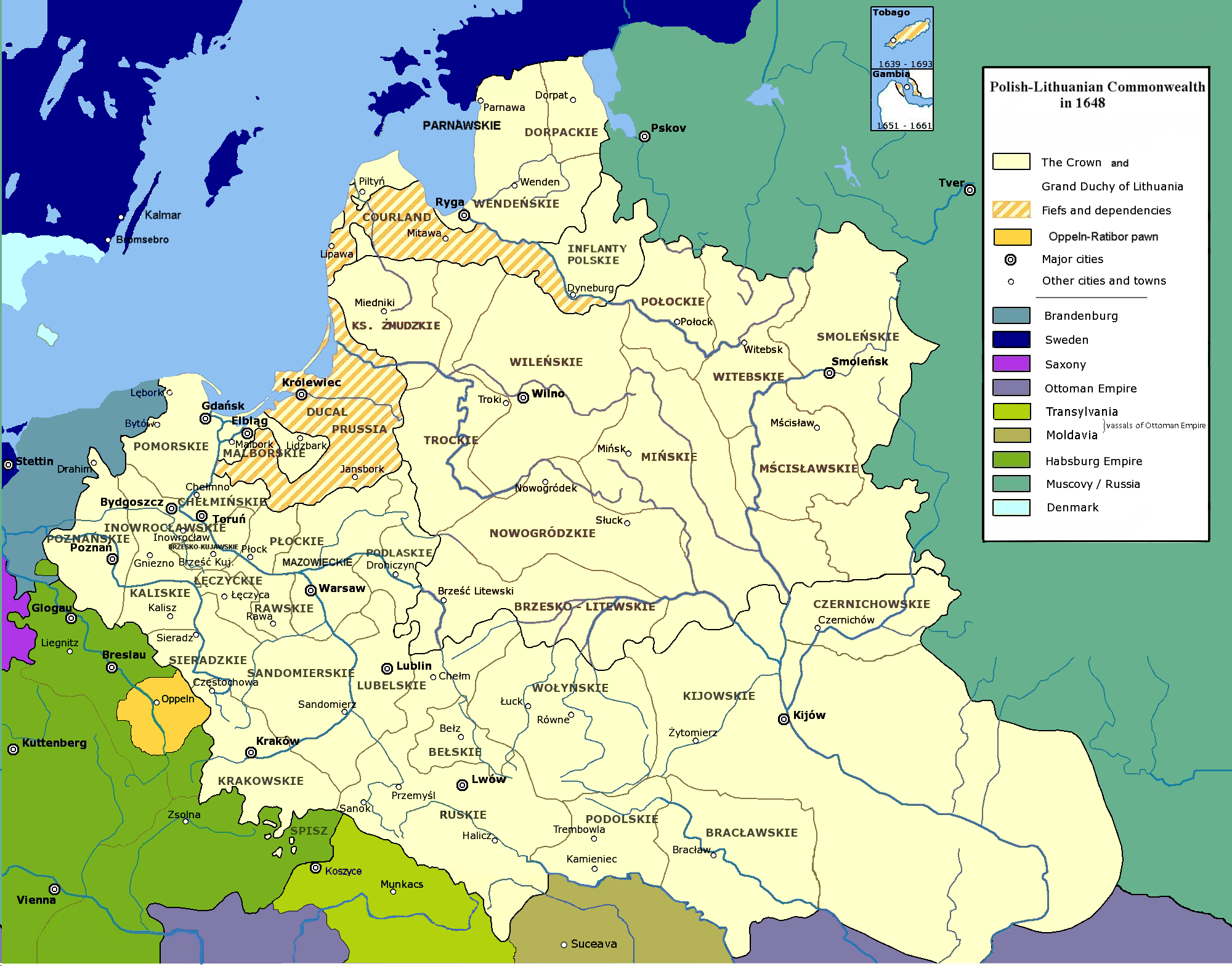
1648년 폴란드-리투아니아 연방

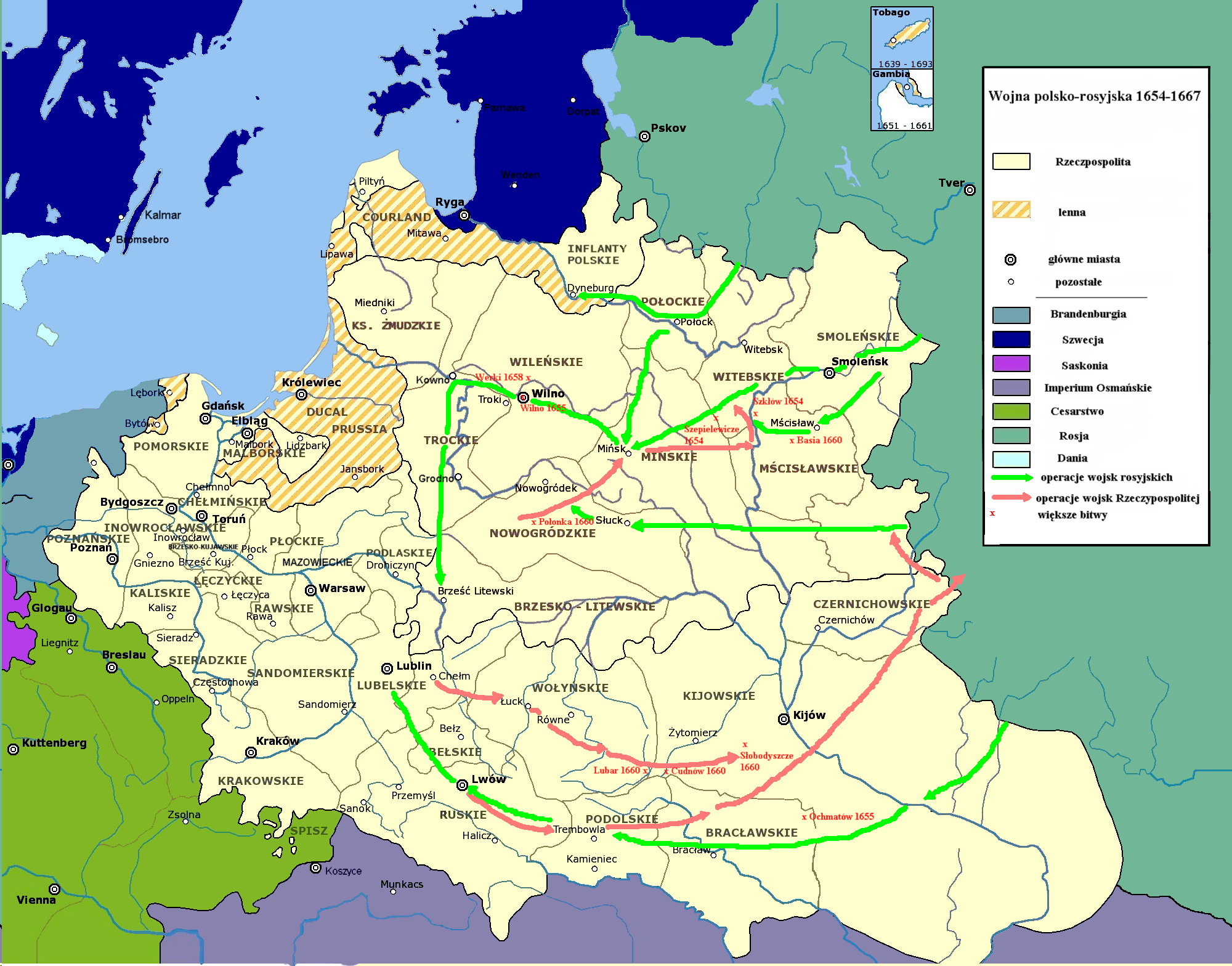
폴란드-러시아 전쟁 1654-1667

1654년-1667년의 폴란드-러시아 전쟁은 대개 13년 전쟁, 북방 7년 전쟁으로 불리는 루스 차르국과 폴란드-리투아니아 연방 사이에서 전개된 최후의 대규모 전쟁이다. 또한 1655년-1660년 사이에 일어난 제2차 북방 전쟁에서도 폴란드-리투아니아 연방과 싸웠고, 대개 폴란드에서는 "대홍수"(Deluge)로 불리는 전란의 일부로 알려져 있다. 이 전쟁이 끝난 후 루스 차르국은 중요한 영토 획득에 성공해 이후 동유럽에서 강대국으로 떠오르기 시작했다.

## 배경
전쟁의 발단은 우크라이나 코사크들이 폴란드-리투아니아 연방에 대해 일으킨 흐멜니츠키 봉기였다. 코사크의 수령 보흐단 흐멜니츠키(Bohdan Khmelnytsky)는 외국세력 중 루스 차르국의 차르 알렉세이(Alexis)에게 지원을 얻는데 성공해 그 보증으로 알렉세이에게 신종할 것을 맹세했다. 1651년 젬스키 소보르(Zemsky Sobor);루스 차르국 의회)는 코사크들을 루스 차르국 세력권(sphere of influence) 안에 편입시켰으나, 폴란드에 적대해 전쟁을 일으키는 것은 망설였다. 차르는 1653년 의회가 우크라이나를 루스 차르국으로 병합하는 것을 승인할 때까지 분쟁을 일으키는 것을 막았다. 다음해 1654년 페레야슬라프 평의회(Pereyaslav Rada)에서 코사크들이 협정을 비준하자 러시아-폴란드 사이의 전쟁은 불가피하게 되었다.

## 연방국으로 침공
1654년 7월 41,000명의 러시아군(명목상 차르가 이끌었으나, 실제로는 야코프 체르카스키 공(Yakov Cherkassky Princes), 니키타 오도옙스키(Nikita Odoevsky) 공 및 이반 호반스키(Ivan Khovansky) 공이 지휘했다)은 국경지대에 있던 벨리(Bely)와 도로고부시(Dorogobuzh)의 요새를 탈취하고 스몰렌스크(Smolensk)의 포위에 나섰다.
스몰렌스크에 있던 러시아 진지는 곧 서쪽의 오르샤(Orsha)에 주둔하던 대 리투아니아 헤트만 야노시 라지비우(Janusz Radziwiłł) 공이 이끄는 10,000명의 군대에게 위협을 당했으나, 체르카스키는 슈클로우(Shklov) 근처에서 라지비우를 격파했다. 3개월의 포위 끝에 20년 전 러시아-폴란드 전쟁의 무대였던 난공불락의 요새 스몰렌스크는 9월 23일 항복했다.
한편 알렉세이 트루베츠코이(Aleksey Trubetskoy) 공은 러시아군의 남익을 지휘해 브랸스크(Bryansk)에서 우크라이나로 향했다. 드네프르강(Dnieper)과 베레지나 강(Berezina) 사이 지역을 재빨리 통과한 트루베츠코이는 므스치슬라우(Mstislavl, Мсці́слаў)와 로슬라블(Roslavl)을 지배하에 둔 우크라이나의 동맹군과 공동으로 호멜(Homel)을 점령했다. 북익은 표도르 셰레메테프(Fydor Sheremetev)가 이끌고 프스코프(Pskov)를 출발해 네벨(Nevel, 7월 1일), 폴로츠크(Polotsk, 7월 17일), 비쳅스크(Vitebsk, 11월 17일) 등의 리투아니아의 여러 도시를 포위했다.
폴란드령 리보니아에도 차르의 군대가 대거 몰려와 루자(Ludza)와 레제크네(Rezekne)에서 태세를 정비했다. 같은 시기 흐멜니츠키와 루스 차르국의 보야르 부투를린(Buturlin)의 연합군은 볼히니아(Volynia)를 공격했다. 2명의 사령관은 여러 번 충돌했으나, 양군은 연말까지 오스트로크(Ostrog)와 로브노(Rovno)를 점령했다.

## 1655년 전역
1655년 이른봄 야노시 라지비우는 벨라루스(Belarus)에서 반격을 개시해 오르샤를 재 점령하고 마힐료우(Mogilyov)를 포위했으나 3개월간 계속된 포위는 아무 성과도 얻지 못했다. 1월에는 셰레메테프와 흐멜니츠키가 아흐마토프(Akhmatov)에서 폴란드군을 괴멸시켰으나, 한편 타타르족과 동맹을 맺은 폴란드의 제2군이 자시코프(Zhashkov)에서 루스 차르국-카자크 수장국의 분견대를 격파했다.
이러한 반격을 받자, 차르 알렉세이는 러시아군의 군사행동을 서두르라는 대량의 명령을 보내 위협적인 사기고무를 시작했다. 리투아니아군에 대해 효과적인 방어전을 전개해 나가 7월 3일 민스크(Minsk)가 흐멜니츠키와 체르카스키의 군대에게 넘어갔다. 리투아니아 대공국의 수도 빌뉴스(Vilnius)는 7월 31일 러시아군에게 점령당했다. 이 전승의 덕분에 러시아군은 8월에는 카우나스(Kaunas)와 흐로드나(Hrodno)까지 점령 지역을 넓혔다.
한편 러시아 모스크바의 볼콘스키 공은 키예프를 출발해 드네프르강과 프리피야티강을 건너 리투아니아인을 공격해 핀스크를 점령했다. 트루베츠코이의 분대는 슬로님과 클레차크를 공격해 셰레메테프는 6월 17일 큰 저항도 받지 않고 벨리시를 포위했다. 리투아니아군은 아직 코사크에 의한 스타리 비호프(Stary Bykhov)의 포위에 저항했으나, 흐멜니츠키와 부투를린은 이미 갈리치아(Galicia)에 대한 공격을 시작했다. 그들은 9월에는 폴란드인의 도시 르부프(Lwów)를 공격해 브레스트(Brest) 근처에서 사피에하(Sapieha's)를 물리치고 루블린(Lublin)에 입성했다.

## 휴전
루스 차르국의 폴란드-리투아니아 연방에 대한 진격을 호기로 본 스웨덴 왕 칼 10세 구스타브(Charles X)는 1655년 폴란드 침공을 개시한다. 아파나시 오르딘 나시초킨(Afanasy Ordin-Nashchokin)은 폴란드와 교섭을 개시해 11월 2일 휴전했다. 그 후 루스 차르국 군대는 제2차 북방 전쟁이라 할 수 있는 1656년-1658년의 러시아-스웨덴 전쟁을 일으키고, 스웨덴령 리보니아에 공격해 들어가 리가(Riga)를 포위했다. 리보니아의 복잡한 정세가 멀리 우크라이나의 정정에 악영향을 미쳤다. 연방을 적으로 보는 흐멜니츠키는 스웨덴을 동맹자로 보고 있었고, 이 휴전을 루스 차르국의 배신이라고 생각해 1657년 8월 급사할 때까지 차르와 손을 끊기 위한 계획을 준비했었다.

## 비호프스키에 대한 전역
1657년 흐멜니츠키가 사망한 후 후계자가 된 이반 비홉스키(Ivan Vyhovsky)는 연방 안에 고립된 스웨덴군을 격파해 국외로 몰아낸 폴란드와 하자치 조약(Treaty of Hadiach)을 맺어 화해하는 것을 선택했다. 이런 사태를 맞이하자 차르 알렉세이는 스웨덴과 자국에 유리한 발리에르사리 휴전(Truce of Valiersari)을 맺고 1658년 10월 폴란드와의 전쟁을 재개했다. 화평이 보장된 2년 사이에 벨라루스의 귀족과 코사크 지도층은 폴란드 지지로 입장을 바꾸고, 벨라루스에서 러시아군을 맞아 싸우는 폴란드를 지원했다.
북부에서는 빌뉴스를 봉쇄하려던 사피에하의 시도는 유리 돌고루코프(Yury Dolgorukov) 공에 의해 저지당했다(10월 11일). 남부에서도 비홉스키가 이끄는 우크라이나인들은 셰레메테프에게서 키예프를 탈환하는 데 실패했다. 그러나 1569년 비호프스키와 동맹자 크림 타타르(Crimean Tatar)는 공동으로 트루베츠코이가 이끄는 군대에게 어마어마한 피해를 주어 괴멸시키고 코노토프(Konotop) 마을을 포위했다.
우크라이나에서 원정이 실패로 끝난 것도 모르고 있던 러시아인들의 불안은 8월 점령지 키예프를 출발한 셰레메테프와 그의 휘하 부대에 의해 제거되었다. 비호프스키는 치히린(Chyhyryn)에서 셰레메테프에게 패배해 폴란드로 망명하고, 코사크들은 그를 해임하고 흐멜니츠키의 후예 유리(Yurii)를 새로운 우크라이나 헤트만에 임명했다.

## 종전

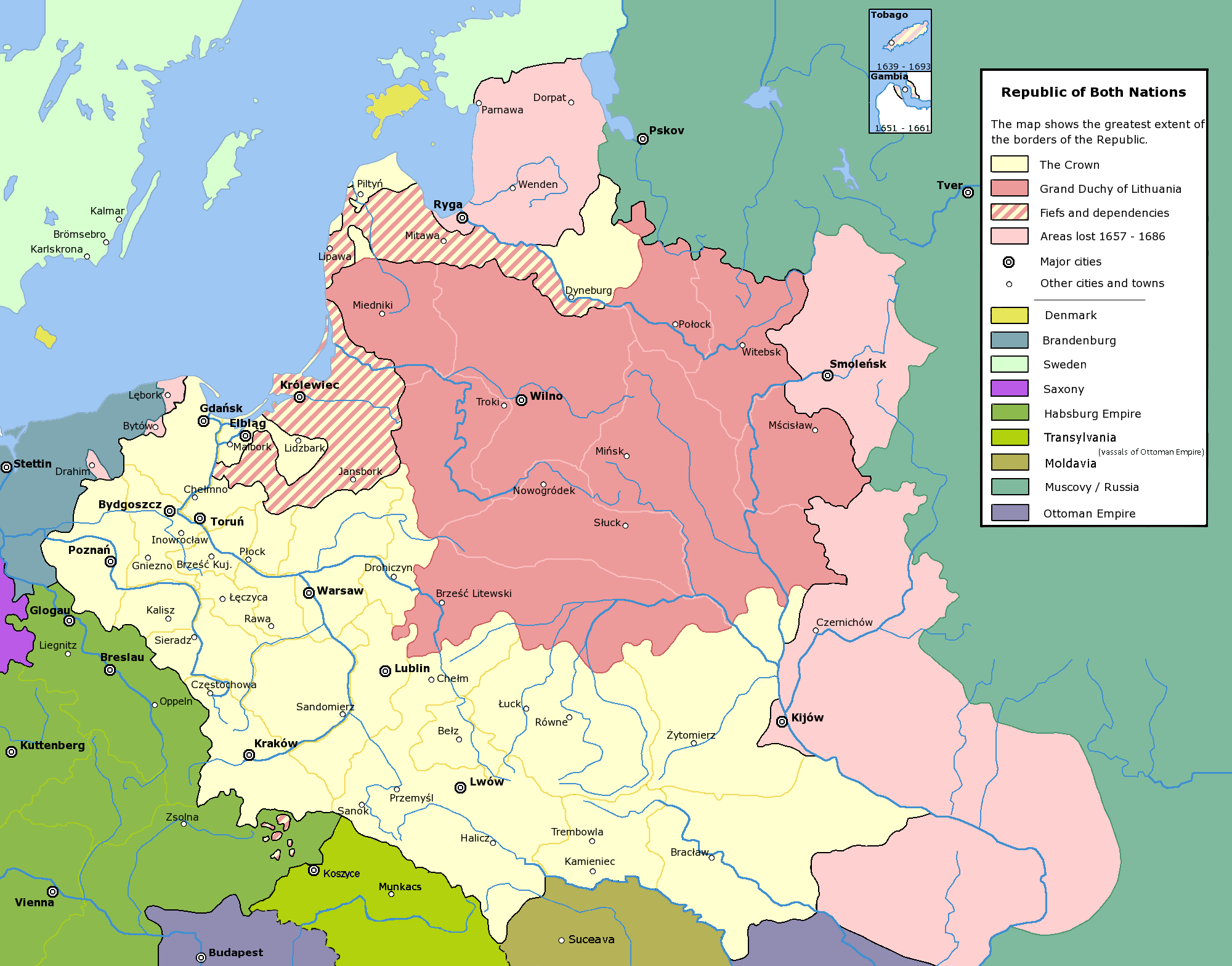
옅은 핑크색으로 표시된 대부분의 동부지역은 1667년 연방이 러시아에게 할양한 영토이다; 1686년 Grzymułtowski's 평화 조약으로 재확인되었다.

1660년 흐름은 폴란드에게 유리하게 돌아서게 되었다. 폴란드 왕 얀 2세 카지미에시(John II Casimir)는 제2차 북방 전쟁을 종결시키기 위해 올리바 조약(Treaty of Oliva)에 서명하고 모든 국력을 동쪽 국경지대에 집중하기 시작했다.
폴란드는 사력을 다해 모은 군사력으로 1660년 말까지 러시아군을 벨라루스에서 몰아내었다. 사피에하는 호반스키를 격파하고, 추드누프(Chudniv, Cudnów) 근처에서 셰레메테프의 군대는 항복했다. 이 시기 가장 유능한 폴란드 장군은 스테판 차르니에츠키(Stefan Czarniecki)였다. 그는 폴론카 전투(Battle of Polonka)에서 돌고루코프의 부대를 물리치고, 1661년 빌뉴스를 탈환했다. 기타 리투아니아 대공국내의 여러 도시도 하나하나 연방군에 의해 해방되었다. 이러한 반격에 차르는 스웨덴과의 새로운 전쟁을 회피하고 굴욕적인 카르디스 조약(Treaty of Kardis)에 서명하고 발트 지방에서 철수하였다.
1663년 말, 폴란드 왕과 그의 군대는 드네프르 강을 건너 좌안 우크라이나(Left-bank Ukraine)에 대한 침공을 개시했다. 국왕군의 진로에 있던 여러 도시는 아무 저항도 없이 폴란드에 굴복했으나, 다음해 1664년 1월 글루호프 공성전(siege of Glukhov)에서 실패해 커다란 희생을 냈고, 노브고로트-세베르스키(Novgorod-Seversky)까지 퇴각했다. 이 전쟁의 최후의 큰 전투는 1664년 여름에 벌어져 이때는 러시아군이 비쳅스크(Vitebsk) 근처에서 패했다.
평화 협상은 1664년부터 1667년 1월까지 질질 끌면서 시간을 보냈으나, 예르지 루보미르스키(Jerzy Lubomirski's)가 반란을 일으켰기 때문에 폴란드 측이 급박해져 안드루소보 조약(Treaty of Andrusovo)을 체결했다. 이 조약으로 인해 폴란드-리투아니아 연방은 루스 차르국에게 스몰렌스크의 요새 및 키에프를 포함한 좌안 우크라이나를 할양했다.

## 참고
1. 1 2  Frost, Robert I (2000). 《The Northern Wars. War, State and Society in Northeastern Europe 1558-1721》. Longman. 13쪽. ISBN 978-0-582-06429-4.
2. ↑  Грамоты из переписки царя Алексея Михайловича с Богданом Хмельницким в 1656 г.

- Malov, A. V. (2006). 《Russo-Polish War (1654-1667)》. Moscow: Exprint. ISBN 5940381111.